# Partia Pracy (Norwegia)
Partia Pracy (norw. Arbeiderpartiet (Ap), daw. Det norske Arbeiderparti (DnA)) – norweska partia socjaldemokratyczna, założona w 1887 roku. Od 2005 do 2013 główna siła centrolewicowej koalicji rządzącej krajem. Do 2011 roku działała pod nazwą Norweska Partia Pracy.
W wyniku wyborów parlamentarnych w 2021 roku partia pracy uzyskała 26,3% głosów, co przełożyło się na 48 mandatów poselskich. Dzięki temu wspólnie z Senterpartiet utworzyli rząd mniejszościowy.  

## Historia

### Geneza
Pierwsze struktury ruchu robotniczego w Norwegii narodziły się pod koniec lat 40. XIX wieku. Norwegia przez długi czas była krajem opartym na rolnictwie, leśnictwie i rybołówstwie, na 1,4 miliona obywateli tylko 13 tysięcy pracowało jako robotnicy przemysłowi. Na przełomie 1849–1851 powstało pierwsze stowarzyszenie robotnicze, zorganizowane zostało przez nauczyciela Marcusa Thrane, za cel stawiało sobie walkę o lepsze płacę. W Norwegii w tym czasie powstało około 300 podobnych stowarzyszeń zrzeszających 30 tysięcy pracowników. Ruch został jednak rozbity przez rząd Norwegii. Klasa robotnicza zyskała na liczebności od połowy XIX wieku. Na początku lat 50. narodziły się pierwsze norweskie związki zawodowe, skupiały one głównie rzemieślników; krawców, piekarzy czy cieślów. Wraz z falą emigracji do Ameryki w latach 70., część związków rozpadła się.
Na sile klasa robotnicza zyskała w latach 80. po okresie ożywienia gospodarczego. Działacze-robotnicy poznawali idee marksizmu. Dużą rolę w kształtowaniu się ruchu socjalistycznego odegrał Christian Knudsen. W 1885 roku opublikowano duńskie wydanie Kapitału Karola Marksa (duński był powszechnie znany w Norwegii). W kształtowaniu się ruchu robotniczego w Norwegii dość duży wpływ mieli socjaliści duńscy, którzy już w 1871 roku założyli partię robotniczą. Z inicjatywy Christiana Knudsena w 1884 roku założono pierwszą robotniczą gazetę „Vort Arbeide”, od 1886 roku znaną jako „Socialdemokraten”. W latach 80., działało około 70 lokalnych związków.

### Działalność partii

#### Początki działalności partii
21 sierpnia 1887 roku powstała Zjednoczona Norweska Partia Robotnicza (która później zmieniła nazwę na współczesną – Partia Pracy). Zjednoczyła ona szereg klubów politycznych i związków zawodowych. Pierwszym liderem partii został Anders Andersen po dwóch latach zastąpiony przez Christiana Knudsena i Karla Jeppesena. Program partii znajdował się pod wpływami marksizmu, opowiedział się za uspołecznieniem środków produkcji, ustanowieniem stosunków socjalistycznych i walką klas. Od początku partia wyrażała tendencje reformistyczne; uznawała jedynie parlamentarne metody walki o prawa robotników. Współpracowała z liberalną partię mieszczan, Venstre, której kandydatów do parlamentu popierała do końca XIX wieku.
W XIX wieku trwały liczne strajki organizowane przez związki zawodowe i Partię Pracy. W 1899 roku zjednoczono związki w Federacji Związków Zawodowych (LO). Jednym z głównych postulatów partii była sprawa uniezależnienia Norwegii od sąsiedniej Szwecji. Do uzyskania przez Norwegię pełnej niezależności doszło w 1905 roku. Partia Pracy pierwszych posłów do parlamentu wprowadziła w 1903 roku, wówczas do Storingu weszło czterech jej działaczy. Partia uzyskała wtedy 24 556 głosów a liczba jej członków wynosiła 17 000. W 1905 roku liczba związków zawodowych wynosiła już 15,6 tysięcy pracowników, w 1910; 47,4 tysięcy a w 1919 143,9 tysięcy. W 1906 roku w wyborach, partia uzyskała już 16,1% głosów, granicę 20% przekroczyła w 1909 roku a granicę 30% w 1915 roku. W 1913 roku, partia miała 24 gazety. Partia wydawała również periodyk Det 20de Aarhundre.
W 1911 roku wewnątrz partii powstała frakcja rewolucyjna. Rewolucja październikowa i rewolucja niemiecka doprowadziły do radykalizacji norweskich robotników. Odwołano kierownictwo Norweskiej Partii Pracy które było według większości zbyt reformistyczne. W marcu 1918 roku w Christianii (obecnie Oslo) odbył się zjazd delegatów robotników i żołnierzy. Większość uczestników zjazdu opowiedziała się za budową w Norwegii systemu władzy rad oraz poparła platformę lewicy zimmerwaldzkiej. W 1919 roku, Partia Pracy przystąpiła do III Międzynarodówki jednak utrzymały się w dalszym stopniu tendencje reformistyczne. W 1920 roku partia miała 33 gazet i 6 częściowo powiązanych czasopism. Partia dysponowała własnym wydawnictwem, Det Norske Arbeiderpartis Forlag (wcześniej Tiden Norsk Forlag). Oprócz książek i broszur, Det Norske Arbeiderpartis Forlag wydawał Maidagen (roczną publikację z okazji Święta Pracy), Arbeidets Sty (roczną publikację z okazji Bożego Narodzenia) i Arbeiderkalenderen (kalendarz).
Niezadowolona z dołączenia do III Międzynarodówki najbardziej reformistyczna frakcja w 1921 roku utworzyła rozłamowa Socjaldemokratyczną Partię Robotniczą Norwegii. Większość uczestników zjazdu Partii Pracy z 1923 roku odrzuciło wymogi Międzynarodówki Komunistycznej, tym samym laburzyści opuścili międzynarodówkę. W 1927 roku doszło do formalnego zjednoczenia Norweskiej Partii Pracy i Socjaldemokratycznej Partii Robotniczej Norwegii. Na zjeździe z 1923 roku, zwolennicy pozostania w Międzynarodówce, założyli Komunistyczną Partię Norwegii.
Wzrost wpływów Norweskiej Partii Pracy obalił dotychczasowy dwupartyjny system konkurencji konserwatystów z Hoyre i liberałów z Venstre. Szansę na objęcie przez socjaldemokratów władzy, wzrosły po wprowadzeniu systemu proporcjonalnego w 1920 roku. Pierwszy rząd lewicowy powstał w 1928 roku. Premierem został Christopher Hornsrud, rząd ten rozpadł się jednak już po dwóch tygodniach. W 1933 roku partia przekroczyła granicę 40% poparcia.
W 1935 roku socjalista Johan Nygaardsvold założył rząd mniejszościowy poparty przez Partię Chłopską. Rząd ten przetrwał do drugiej wojny światowej i okupacji hitlerowskiej. W 1966 roku w partii działało już 142,7 tysięcy osób. Po 1927 roku partia przyjęła typowo reformistyczny kurs i odrzuciła postulaty rewolucyjne. Na pierwszy plan wysunięto postulaty reformy społecznej i demokratyzacji Norwegii, drogą do realizacji tych celów miał być kompromis z partiami burżuazji. W latach 20. i 30. z inicjatywy laburzystów w życie weszła ustawa o obronie robotników która przewidziała uprawnienia robotnicze i gwarancje przy zwolenianach po dłuższym okresie pracy. W 1937 roku socjaldemokraci wprowadzili renty dla osób starszych, w 1938 roku przeforsowali ustawę chroniącą interesy rybaków. W polityce zagranicznej lewica opowiedziała się za neutralnością Norwegii.
Wraz z przejęciem władzy w Niemczech przez nazistów, rządy socjaldemokratyczne reagowały na imperialistyczne żądania Hitlera. Od 1938 do 1940 roku, partia była członkiem Socjalistycznej Międzynarodówki Robotniczej.
W 1940 roku Norwegia zaatakowana została przez wojska niemieckie. Wojna obronna Norwegii trwałą dwa miesiące. Hitlerowcy zdelegalizowali wszystkie partie poza faszystowską Nasjonal Samling. Przedstawiciele laburzystów działali w rządzie koalicyjnym na emigracji w Londynie. Działacze socjaldemokratyczni w kraju włączyli się do ruchu oporu a wielu z nich trafiło do nazistowskich obozów koncentracyjnych.

#### Partia Pracy na powojennej scenie politycznej
W pierwszych wyborach w 1945 roku, po wyzwoleniu Norwegii spod okupacji, laburzyści uzyskali bezwzględną większość 76 mandatów, konkurencyjna wobec socjaldemokratów, Komunistyczna Partia Norwegii zdobyła 11 mandatów (11,9% poparcia). Premierem został socjalista Einar Gerhardsen. W 1945 roku, partia liczyła 191 tysięcy członków. Dzięki dużemu poparciu, Norweska Partia Pracy sprawowała władzę do 1961 roku. Apogeum wpływów socjaldemokratów sięgnął lat 1945–1961. Pod rządami Partii Pracy w tym okresie, Norwegia stała się państwem osiągającym wysoki poziom rozwoju, poprzez ustawodawstwo socjalne, świadczenia społeczne i wysoki poziom życia Norwegów, Norwegia znalazła się wśród najbogatszych państw w Europie zachodniej. W 1949 roku do Partii Pracy należała rekordowa liczba 204 tysięcy osób.
Po II wojnie światowej, Partia Pracy ugruntowała reformistyczną wizję rozwoju, z eksponowania haseł na rzecz klasy robotniczej przeszła na pozycje bardziej ogólnonarodowe. W wyborach oprócz proletariatu liczyć mogła na poparcie klasy średniej. W 1957 roku, partia uzyskała najwyższe dotąd poparcie wyborcze, sięgające 46,84% głosów. Po wojnie na liczebności zyskały też związane z Norweską Partią Pracy związki zawodowe, w 1945 roku liczył one 340 tysięcy osób a w 1976 już 673,6 tysięcy.
W polityce zagranicznej Norweska Partia Pracy, odstąpiła od przedwojennej polityki neutralności. Pod rządami lewicy Norwegia w 1949 roku, wstąpiła do NATO. Partia Pracy stała się najbardziej pronatowską partią socjaldemokratyczną w Skandynawii a Norwegia jako pierwszy z krajów regionu przystąpił do sojuszu. Gabinety laburzystowskie prowadziły w okresie zimnowojennym politykę antykomunistyczną, do pewnego rozluźnienia tej polityki nastąpiło w latach ustępowania konfliktu, szczególnie w latach 50. - laburzyści byli wówczas rzecznikami rozluźnienia napięć międzynarodowych.
Upadek koalicji rządowej lewicy spowodowany był przez rozłam w 1961 roku, w jego wyniku powstała nowa partia, Socjalistyczna Partia Ludowa, założona przez laburzystów przeciwnych członkostwu Norwegii w NATO. Socjaldemokraci pozostawali w przy władzy do sierpnia 1963 roku, rząd był jednak mniejszościowy. Po upadku rządu mniejszościowego, na krótko rząd utworzyły partie mieszczańskie a premierem został konserwatywny polityk John Lyng. Już po miesiącu sprawowania władzy przez konserwatysta do władzy powróciła lewica, do opozycji przeszła w listopadzie 1965 roku. Wówczas władzę przejęła koalicja partii mieszczańskich na czele z Perem Bortanem, liderem Partii Centrum (do 1959 roku pod nazwą Partia Chłopska), rząd centroprawicy istniał do marca 1971 roku. W 1965 roku, stanowisko przewodniczącego partii objął Trygve Bratelli który zastąpił na tym stanowisku Einara Gerhardsena.
W 1971 roku, rząd mniejszościowy utworzył socjalista Trygve Bratelli. Partia Pracy poparła proces integracji państw Europy zachodniej co stało się przyczyną spadku poparcia dla partii w latach 70. 1973 roku z inicjatywy laburzystów przeprowadzono referendum dotyczące przystąpienia Norwegii do Europejskiej Wspólnoty Gospodarczej, laburzyści przegrali głosowanie, 53,5% wyborców opowiedziało się przeciwko przystąpieniu kraju w struktury EWG. Wpływy socjaldemokratom udało się odrobić w kolejnych latach choć ich rządy uzależnione były od poparcia partii na lewo od Partii Pracy. W 1977 roku, centrolewica utworzyła rząd mniejszościowy z premierem Odvarem Nordliegom. 30 stycznia 1981 roku, na krótko powstał rząd mniejszościowy lewicy z premierem Gro Harlem Brundtland (pierwszą kobietą premierem w Norwegii). Dwa ostatnie gabinety laburzystów opierały się na poparciu Sosialistisk Venstreparti (SV, Partia Lewicy Socjalistycznej). SV powstała w marcu 1975 roku z połączenia Socjalistycznego Związku Wyborzego, Socjalistycznej Partii Ludowej i Komunistycznej Partii Norwegii, partia sytuuje się na lewo od socjaldemokratów, jest to partia socjalistyczna - odrzuciła postulaty Partii Komunistycznej aby przyjąć program oparty na marksizmie-leninizmie. Rząd lewicy utrzymał się do 1981 roku z drobną przerwą między październikiem 1972 a październikiem 1973 roku, gdy władzę objęła koalicja partii mieszczańskich.
Już od lat 70. widoczne były tendencje wzrostowe konserwatystów z Hoyre, w 1977 roku, konserwatyści zwiększyli swoją reprezentację parlamentarną o 12 mandatów a w kolejnych wyborach już o 13 mandatów. W tym samym okresie straty poniosła Partia Centrum. Obydwie formacje zaliczane były do sił eurosceptycznych. Wybory z 1981 roku, zakończyły hegemonię lewicy. Konserwatyści uzyskali 31,6% poparcia i 54 mandaty. Do parlamentu dostało się kilka innych partii mieszczańskich - Chrześcijańska Partia Ludowa (15 mandatów), Partia Centrum (11 mandatów) oraz liberalna Venstrie (2 mandaty). Do parlamentu powróciła reprezentująca skrajną prawicę Partia Postępu. Partia Pracy zdobyła 65 deportowanych (tracąc 11 mandatów), Partia Lewicy Socjalistycznej zdobyła 4 mandaty. Partia lewicy znalazły się w opozycji do prawicowego rządu.
Kolejne rządy Partii Pracy powstały w latach 1986–1989, 1990–1997 i 2000–2001. Zbudowanie w Norwegii państwa dobrobytu to głównie zasługa Partii Pracy. Pozycję dominującą w parlamencie norweskim partia ta utrzymała do czasów obecnych, często posiadając większość absolutną mandatów. Podczas wyborów w 2001 roku uzyskała tylko 24,3% głosów, ale była wciąż największą partią w Stortingu. Podczas wyborów 2005 otrzymała już natomiast 32,7%, odzyskując wielu ze swoich wcześniejszych zwolenników. Jest ugrupowaniem przewodzącym Czerwono-Zielonej Koalicji, która utworzyła rząd po wyborach w 2005 roku. Lider DnA, Jens Stoltenberg został premierem i stanął na czele pierwszego koalicyjnego rządu w którym wzięła udział Partia Pracy. Był on już poprzednio premierem w latach 2000-2001. W wyborach parlamentarnych w 2009 centrolewicowa koalicja pod przewodnictwem DnA zdobyła większość 86 miejsc w 169-osobowym parlamencie, co pozwoliło jej utrzymać się u władzy.
W 2011 roku partia oficjalnie zmieniła nazwę z Norweskiej Partii Pracy (Det Norske arbeiderparti) na Partię Pracy (Arbeiderpartiet). Zdaniem partii miało to zapobiec pomyłkom wyborców w wyborach lokalnych (Norweska Partia Pracy była zwyczajowa nazywana jako „Partia Pracy”). W zamachach w Norwegii w 2011 roku, szaleniec Anders Breivik będący sympatykiem skrajnej prawicy zamordował 69 osób oraz ranił 110, z czego 55 ciężko na wyspie Utoya gdzie odbywał się zjazd młodzieżówki laburzystów.

#### Polityka międzynarodowa
Partia Pracy w latach zimnej wojny opierała bezpieczeństwo Norwegii na udziale w NATO, udziale w ONZ, współpracy z Europą zachodnią i budowania więzi między państwami Skandynawii. Polityka socjaldemokratów opierała się na pragmatyzmie i realizmie; laburzyści wprowadzili Norwegię do NATO lecz zastrzegli że na terytorium Norwegii, stacjonować nie będą obce wojska (w czasie pokoju) co było sprzeczne z zimnowojennymi interesami krajów bloku zachodniego. W 1957 roku rząd Partii Pracy narzucił NATO kolejne ograniczenie; Norwegia zdecydowała się na nieprzyjmowanie na swoim obszarze broni atomowej. W 1980 roku polityka ta uległa lekkiej zmianie, wówczas laburzyści zgodzili się na magazynowanie w kraju sprzętu wojskowego NATO.
Lewica norweska jeszcze w dekadzie lat 50., domagała się dialogu z państwami bloku wschodniego. Socjaldemokraci poparli integrację europejską. W 1972 roku laburzyści zostali pokonani w referendum dotyczącym dołączenia Norwegii do EWG w którym większość obywateli opowiedziała się przeciwko uczestnictwu w bloku. Według programu z maja 1977 roku, NPP w czasie rządów kontynuować miała współpracę z EWG a wzajemne relacje opierać się miały na układzie handlowym.
Mimo polityki przeciwnej jakiejkolwiek formie współpracy z komunistami w Norwegii, NPP w okresie zimnej wojny postulowała rozwijanie kontaktów z partiami komunistycznymi państw bloku wschodniego. Największą rolę (z państw bloku demokracji ludowej), socjaldemokraci przywiązywali do współpracy ze Związkiem Radzieckim; było to uwarunkowane geograficzną bliskością obu państw i interesami ekonomicznymi – eksploatacji Spitsbergenu i współpraca między krajami na Morzu Barentsa. Negatywnie na relacje norwesko-radzieckie wpływało członkostwo Norwegii w NATO. Od końca lat 50., rządzona przez centrolewicę Norwegia nawiązała też bliższe kontakty z Polską. Centrolewica popierała postulaty rozbrojenia wysuwane przez rząd PRL.
Program na lata 1978–1981 zakładał politykę odprężenia stosunków zimnowojennych i dalszego członkostwa Norwegii w NATO. Program poparł utworzenie powszechnego systemu bezpieczeństwa który miałby wyzwolić świat od bloków militarnych i bronią masowej zagłady. Partia poparła działania KBWE i zasady Aktu Końcowego.
Partia występowała przeciwko kolonializmowi. Laburzyści udzielali moralnego i materialnego poparcia ruchom narodowowyzwoleńczym. Norwegia pod rządami lewicy stała się jednym z głównych państw kapitalistycznych pomagającym w rozwoju gospodarczym Trzeciego Świata. W programie z 1977 roku, laburzyści opowiedzieli się za zniesieniem różnic między państwami bogatymi a biednymi. W swoich wystąpieniach, działacze socjaldemokratów, łączyli związek między pomocą gospodarczą krajom Trzeciego Świata a polityką rozbrojenia. Według programu laburzystów znaczącą rolę w zapewnieniu światu bezpieczeństwa i pokoju mają mocarstwa które nie powinny wpływać przy tym na kraje mniejsze i średnie. Laburzyści domagają się zwiększenia roli ONZ, odnośnie do polityki rozbrojenia i zwiększenia integracji państw Skandynawii.

## Założenia programowe
Partia Pracy jest partią socjalistyczną. Partia Pracy popiera cele i zasady z deklaracji frankfurckiej (1951) Międzynarodówki Socjalistycznej.
Partia popiera socjalizm demokratyczny, opowiada się za drogą ewolucyjnych reform i korzystania przy tym z instytucji kapitalistycznych i parlamentarnych. Reformistyczna polityka partii i poparcie dla NATO, doprowadziła do rozłamu, działacze na lewo od kierownictwa partii założyli Socjalistyczną Partią Ludową (obecnie Partia Lewicy Socjalistycznej). Partia Pracy odeszła od filozofii marksistowskiej choć w ramach pluralizmu toleruje użycie części tez i haseł marksowskich. Partia akcentuje swój „ogólnonarodowy charakter” porzucając swój dawny klasowy charakter. Według deklaracji programowej, celem laburzystów jest budowa społeczeństwa socjalistycznego opartego na solidaryzmie społecznym i eliminacja nierówności społecznych.
W programach powojennych, Partia Pracy nie przedstawiała postulatu nacjonalizacji głównych środków produkcji, przedstawiała natomiast postulat rozszerzenia kontroli społeczeństwa nad przedsiębiorstwami, bankami i towarzystwami ubezpieczeniowymi. Partia popiera gospodarkę mieszaną w której pracownicy współdecydują o przyszłości firmy.
W okresie rządów, laburzyści przeprowadzili dużą liczbę reform socjalnych; zapewniły one dużą kontrolę państwa nad ropą naftową czy też umocniły rolę sektora publicznego w gałęziach przemysłu tj. przemysł aluminiowy. W partyjnej propagandzie laburzyści mówili też o udziale załóg w zarządzaniu fabrykami i częściową kontrolą społeczna nad bankami. Tezy te zawierał program Zasady i perspektywy z 1969 roku. Przedstawiał on postulat demokracji ekonomicznej pojmowanej przez laburzystów jako środek ograniczający dyspozycyjność właścicieli kapitału a nie jako metoda zniesienia własności prywatnej. Program przedstawiał wizję tworzenia zgromadzeń demokratycznych które stanowiłyby najważniejszą władze przedsiębiorstwa i to one wybierałyby kierownictwo oraz podejmowały główne decyzje.
Program Zasady i perspektywy głosił konieczność planowania rozwoju społecznego i gospodarczego. Program przedstawiał postulat planowania gospodarczego realizowanego lokalnie na zasadach decentralizmu. W latach 70. na skutek światowego kryzysu w państwach kapitalistycznych z 1973 roku, wśród socjaldemokracji zarysowały się tendencje bardziej radykalne, tendencje te nie wpłynęły jednak na pryncypia partii. Laburzyści nie kładli nacisku na powiększenie liczby państwowych przedsiębiorstw lecz na poszerzanie kontroli społecznej sektory prywatnego, tak więc w latach 80. własność państwa stanowiło jedynie 2% firm. Do największego zaangażowania państwa w gospodarkę doszło w przypadku przemysłu naftowego laburzyści przyjęli politykę; pełnej kontroli państwa nad zasobami ropy i gazu; ograniczania wpływów towarzystw międzynarodowych w eksploatacji złóż powyżej 72 równoleżnika; utrzymywania tempa eksploatacji ropy w celu zapobiegania szkodom w środowisku naturalnym. Gabinet centrolewicy powołał przedsiębiorstwo naftowe Statoil.
W ciągu ostatnich 20 lat partia włączyła w skład swej ideologii więcej wolnorynkowych założeń, pozwalając na prywatyzację przedsiębiorstw państwowych i redukując wysokość podatków progresywnych. Jednak w ostatnich latach daje się zauważyć jej stopniowy powrót na lewą stronę sceny politycznej.

## Struktury
Laburzyści tolerują uczestnictwo w partii grup o poglądach innych od oficjalnej linii partyjnej Kierownictwa Partii Pracy jeśli poglądy te nie dzielą jedności struktur partii i nie przeszkadzają w realizowaniu celów partii. W partii działają skrzydła określane jako – prawica socjaldemokratyczna, centrum i lewica. Dość silne jest skrzydło lewicowe, głównym reprezentantem lewicowego skrzydłem jest organizacja młodzieżowa; Związek Młodzieży robotniczej. Inne grupy lewicy partyjnej skupiały się np. wokół pism, w ten sposób grupa działaczy lewicy domagającej się wystąpienia Norwegii z NATO (w 1961 roku działacze ci utworzyli Socjalistyczną Partię Ludową), skupiła się wokół gazety „Orientering”.
Socjaldemokraci norwescy na ogół byli bardziej radykalni niż pozostałe ruchy socjalistyczne Europy zachodniej. Radykalizm społeczny nie odnosi się jednak do założeń programowych i działalności jej struktur dlatego np. frakcje popierające radykalne postulaty społeczne popierają prawicowe postulaty antykomunistyczne czy do spraw polityki zagranicznej.
Mimo istnienia frakcji, NPP jest pod względem ideowym partią zwartą. Do rozbieżności dochodziło stosunkowo rzadko np. w czasie referendum z 1972 roku dotyczącego wstąpienia Norwegii do Europejskiej Wspólnoty Gospodarczej wtedy doszło do secesji grupki działaczy która utworzyła partię pod nazwą Demokratyczni Socjaliści (w 1975 roku weszli w skład Partii Lewicy Socjalistycznej).
Głównym organem władz partii jest Zjazd. Odbywa się on co cztery lata. Na zjeździe wybierane jest Kierownictwo, egzekutywa oraz przewodniczący partii a oprócz tego jej sekretarz i dwóch wiceprzewodniczących. Od roku 1975 wbrew dawnej tradycji na ogół nie były łączone stanowiska lidera partii i premiera (choć zdarzały się wyjątki, miało to miejsce np. w okresie rządów premier Gro Harlem Brundtland).
Partia Pracy związana jest ze związkiem zawodowym LO. Dużą rolę w sprawowaniu władzy w partii oprócz LO i kierownictwa partii ma również frakcja parlamentarna. Duże wpływy ma organizowany przez partię ruch spółdzielczy, oświatowy czy prasa partyjna. W Norwegii ukazywało się w latach 80. około 40 pism socjaldemokratów w tym większość z nich stanowiły dzienniki, jednym z nich był „Arbeider Avisa” w Trondheim. Centralnym organem partii jest „Arbeiderbladet” którego redaktor naczelny często wchodzi w skład Kierownictwa partii. Pismem teoretycznym jest dwumiesięcznik „Socialistik Perspektiv”.

## Rządy
Tworzyła rząd w latach:
- 1935–1940,

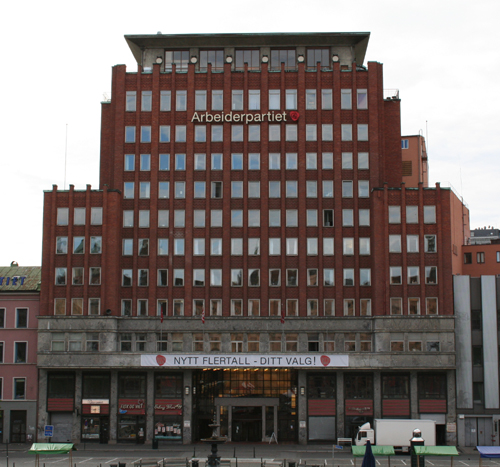
Siedziba główna DnA w Oslo

- 1945 (do 5 listopada wspólnie z pozostałymi partiami) –1963,
- 1963 (po miesięcznych rządach koalicji Høyre, Kristelig Folkeparti, Sosialistisk Venstreparti i Venstre) –1971
- 1973–1981
- 1986–1989
- 1990–1997
- 2000–2001
- 2005–2013 (razem z Senterpartiet i Sosialistisk Venstreparti)
- od 2021 (razem z Senterpartiet)[38]

## Przywódcy partii
- Anders Andersen (1887–1888)
- Hans G. Jensen (1888–1889)
- Christian Holtermann Knudsen (1889–1890)
- Carl Jeppesen (1890–1892)
- Ole Georg Gjøsteen (1892–1893)
- Gustav A. Olsen Berg (1893–1894)
- Carl Jeppesen (1894–1897)
- Ludvig Meyer (1897–1900)
- Christian Holtermann Knudsen (1900–1903)
- Christopher Hornsrud (1903–1906)
- Oscar Nissen (1906–1911)
- Christian Holtermann Knudsen (1911–1918)
- Kyrre Grepp (1918–1922)
- Emil Stang jr. (1922–1923)
- Oscar Torp (1923–1945)
- Einar Gerhardsen (1945–1965)
- Trygve Bratteli (1965–1975)
- Reiulf Steen (1975–1981)
- Gro Harlem Brundtland (1981–1992)
- Thorbjørn Jagland (1992–2002)
- Jens Stoltenberg (2002–2014)
- Jonas Gahr Støre (od 2014)

## Premierzy z Partii Pracy
- Christopher Hornsrud (1928: 26 stycznia – 15 lutego)
- Johan Nygaardsvold (1935–1945)
- Einar Gerhardsen (1945–1951)
- Oscar Torp (1951–1955)
- Einar Gerhardsen (1955–1965)
- Trygve Bratteli (1971–1972, (1973–1976)
- Odvar Nordli (1976–1981)
- Gro Harlem Brundtland (4 lutego – 14 października 1981, 1986–1989, 1990–1996)
- Thorbjørn Jagland (1996–1997)
- Jens Stoltenberg (2000–2001, 2005–2013)
- Jonas Gahr Større (2021–)[38]

## Wyniki wyborcze
| Rok  | % głosów | Członków Stortingu |
| ---- | -------- | ------------------ |
| 1894 | 0,3      | 0 na 114           |
| 1897 | 0,6      | 0 na 114           |
| 1900 | 5,2      | 0 na 114           |
| 1903 | 12,1     | 4 na 117           |
| 1906 | 15,9     | 11 na 123          |
| 1909 | 21,5     | 11 na 123          |
| 1912 | 26,2     | 23 na 123          |
| 1915 | 32,0     | 19 na 123          |
| 1918 | 31,6     | 18 na 126          |
| 1921 | 21,3     | 29 na 150          |
| 1924 | 18,4     | 24 na 150          |
| 1927 | 36,8     | 59 na 150          |
| 1930 | 31,4     | 47 na 150          |
| 1933 | 40,1     | 69 na 150          |
| 1936 | 42,5     | 70 na 150          |
| 1945 | 41,0     | 76 na 150          |
| 1949 | 45,7     | 85 na 150          |
| 1953 | 46,7     | 77 na 150          |
| 1957 | 48,3     | 78 na 150          |
| 1961 | 46,8     | 74 na 150          |
| 1965 | 43,1     | 68 na 150          |
| 1969 | 46,5     | 74 na 150          |
| 1973 | 35,3     | 62 na 155          |
| 1977 | 42,3     | 76 na 155          |
| 1981 | 37,1     | 65 na 155          |
| 1985 | 40,8     | 71 na 157          |
| 1989 | 34,3     | 63 na 165          |
| 1993 | 36,9     | 67 na 165          |
| 1997 | 35,0     | 65 na 165          |
| 2001 | 24,3     | 43 na 165          |
| 2005 | 32,7     | 61 na 169          |
| 2009 | 35,4     | 64 na 169          |
| 2013 | 30,8     | 55 na 169          |
| 2017 | 27,4     | 49 na 169          |
| 2021 | 26,3     | 48 na 169          |